# Жак Савойский (князь Пьемонта)
Жак Пьемонтский, Жак Савойский, Жак Савойско-Ахейский (фр. Jacques de Piémont, Jacques de Savoie, Jacques de Savoie-Achaïe; январь 1315, Пинероло — 14 мая 1367, Пинероло) — сеньор Пьемонта с 1334 года, титулярный принц Ахайи и Мореи, сеньор Ивреи. Сын Филиппа I Пьемонтского и Катерины де ла Тур дю Пен.
После смерти отца (1334 год) унаследовал Пьемонт и титул князя Ахайи.
В начале 1340-х годов попытался утвердиться в Ахайе, которая находилось во власти Роберта д’Анжу, принца Тарантского, но потерпел неудачу.
В 1357 году выступил против своего сюзерена — савойского графа Амадея VI, пытаясь добиться независимости. Попал к нему в плен, и Пьемонт был конфискован. Вернул свои владения только в 1362 году по договору от 2 июля.

## Семья
В 1338 году женился на Беатрисе д’Эсте, дочери сеньора Феррары Ринальдо II д’Эсте, вскоре умершей (1338).
Вторым браком был женат (9 июня 1339) на Сибилле де Бо (ум. 1361), дочери Раймонда I де Бо, графа д’Авелино. От неё сын:
- Филипп (1340—1368), сеньор де Виган. В 1366 г. был лишён отцом права наследования Пьемонта.

Третья жена (свадьба 16 июля 1362) — Маргарита де Божё (1346—1402), дочь Эдуарда I, сеньора де Божё. Дети:
- Амедей (1363—1402), сеньор Пьемонта
- Луис (1364—1418), сеньор Пьемонта.